# Sanja Popović
Sanja Popović (Rijeka, 31 de maig de 1984) és una jugadora de voleibol croata. En la seva carrera professional va jugar pels equips com ara: OK Kastav (1998-1999), ŽOK Rijeka (1999-2003), HAOK Mladost (2003-2006), Asystel Novara (2006-2008), Chieri Volley (2008-2009), Beşiktaş (2009-2010), Sirio Perugia (2010-2011), GS Caltex Seoul (2011), VK Prostějov (2011-2012), Muszynianka Muszyna (2012-2013), WVC Dynamo Moscow (2013-2014), Organika Budowlani Łódź (2014-2015), Leningradka (2015), MKS Dąbrowa Górnicza (2015-2016), Neruda Volley (2016-2017), Samsun BŞB Anakent (2017-2018), KPS Chemik Police (2018-2019) i CSM Volei Alba Blaj (2019-). També juga per la selecció nacional de Croàcia.
Està casada amb el jugador de basquetbol Kamaldin Gamma des de 2016.